# Invicta Ground
L'Invicta Ground è stato uno stadio di calcio situato a Londra, ed è stato lo stadio casalingo del Royal Arsenal, conosciuto semplicemente come Arsenal.
Quando la squadra londinese acquistò questo stadio era soltanto un club amatoriale seguito da circa 1 000 persone, ma entro un anno diventò professionista e si chiamò Woolwich Arsenal. La squadra incominciò così ad attirare molta folla, con un record di 12 000 spettatori per un match del 30 marzo 1891 contro l'Heart of Midlothian che l'Arsenal perse 5-1. I Gunners intendevano usare lo stadio per la loro prima stagione in Football League, nel 1893-1894, ma il proprietario di esso aumentò l'affitto del campo a un prezzo che la squadra non poteva sostenere. Così tornò al Manor Ground, dove rimase per vari anni.